# Premio Internazionale Bottari Lattes Grinzane
Il Premio Internazionale Lattes Grinzane è un premio letterario internazionale rivolto a opere di narrativa italiana e straniera edita in Italia.
Nasce dalle ceneri del Premio Grinzane Cavour, travolto dagli scandali nel 2009, ad opera della Fondazione Bottari Lattes che ne ha acquisito sia i beni materiali (libri, documenti d’archivio e attrezzature varie d’ufficio, cespiti, etc) che immateriali (il nome e il marchio del Premio).
Il Premio coinvolge direttamente i giovani tramite le Giurie Scolastiche, composte da studenti di venticinque scuole superiori, che per eleggere il vincitore valutano le cinque opere finaliste scelte dalla Giuria Tecnica.
Accanto è istituito il Premio Speciale della Giuria, assegnato a un autore internazionale affermato che nel corso del tempo si sia dimostrato meritevole di un condiviso apprezzamento critico.
Dalla quarta edizione la cerimonia finale di premiazione si svolge al Castello di Grinzane Cavour, tra le colline del Barolo, patrimonio dell’UNESCO.
Il Premio Internazionale Lattes Grinzane è organizzato dalla Fondazione Bottari Lattes, con il sostegno di: Mibact, Regione Piemonte, Fondazione CRC (main sponsor per il triennio 2017-2019), Banca d'Alba, Città di Cuneo, Comune di Alba, Comune di Grinzane Cavour, Comune di Monforte d'Alba e di altri sponsor privati.

## Regolamento
La modalità di premiazione per la sezione Il Germoglio prevede una prima scelta di cinque finalisti da parte della Giuria Tecnica (composta da grandi personalità del mondo letterario e culturale italiano), che verranno poi sottoposti al giudizio delle Giurie Scolastiche (24 in Italia e una all’estero) che decreteranno il vincitore. Tale sistema di valutazione è inteso ad avvicinare i giovani alla lettura, coinvolgendoli in prima persona nel Premio.
La Giuria Tecnica dell'edizione 2018 è presieduta da Gian Luigi Beccaria; negli anni, ne hanno fatto parte, tra gli altri, Giorgio Bárberi Squarotti, Lidia Ravera, Paolo Mauri, Paolo Di Stefano, Franco Marcoaldi e Michela Marzano.

## Premiati

### Vincitori Premio Speciale Lattes Grinzane (ex Sezione La Quercia)
- Enrique Vila-Matas (2011)
- Patrick Modiano (2012)
- Alberto Arbasino (2013)
- Martin Amis (2014)
- Javier Marías (2015)
- Amos Oz (2016)
- Ian McEwan (2017)
- António Lobo Antunes (2018)
- Haruki Murakami (2019)
- Protezione civile italiana (2020)[5]
- Margaret Atwood (2021)[6]
- Claudio Magris (2022)[7]
- Jonathan Safran Foer (2023)[8]
- Alessandro Baricco (2024)[9]

### Vincitori e finalisti Sezione Il Germoglio

#### 2011
Vincitore - Colum McCann: Questo bacio vada al mondo intero
Finalisti - Caterina Bonvicini: Il sorriso lento, Valerio Magrelli: Addio al calcio

#### 2012
Vincitore - Romana Petri: Tutta la vita
Finalisti - Laura Pariani: La valle delle donne lupo, Jón Kalman Stefánsson: Paradiso e inferno

#### 2013
Vincitore - Melania Gaia Mazzucco: Limbo
Finalisti - Chad Harbach: L’arte di vivere in difesa, Ugo Riccarelli: L’amore graffia il mondo, Zeruya Shalev: Quel che resta della vita

#### 2014
Vincitore - Andrew Sean Greer: Le vite impossibili di Greta Wells
Finalisti - Stefania Bertola: Ragazze mancine, Peter Cameron: Il weekend, Kim Leine: Il fiordo dell’eternità, Alessandro Mari: Gli alberi hanno il tuo nome

#### 2015
Vincitore - Morten Brask: La vita perfetta di William Sidis
Finalisti - Novita Amadei: Dentro c’è una strada per Parigi, Marco Balzano: L’ultimo arrivato, Charles Lewinsky: Un regalo del Führer, Elisa Ruotolo: Ovunque: proteggici

#### 2016
Vincitore - Joachim Meyerhoff: Quando tutto tornerà a essere come non è mai stato
Finalisti - Hakan Günday: Ancóra, Emilio Jona: Il celeste scolaro, Robert Seethaler: Una vita intera

#### 2017
Vincitore - Laurent Mauvignier: Intorno al mondo 
Finalisti - Gianfranco Calligarich: La malinconia dei Crusich, Olivier Rolin: Il meteorologo, Juan Gabriel Vásquez: La forma delle rovine

#### 2018
Vincitore - Yu Hua: Il settimo giorno 
Finalisti - Andreï Makine: L’arcipelago della nuova vita, Michele Mari: Leggenda privata, Viet Thanh Nguyen: I rifugiati, Madeleine Thien: Non dite che non abbiamo niente

#### 2019
Vincitore - Alessandro Perissinotto: Il silenzio della collina 
Finalisti - Roberto Alajmo: L’estate del ’78, Jean Echenoz: Inviata speciale, Yewande Omotoso: La signora della porta accanto, Christoph Ransmayr: Cox o Il corso del tempo

#### 2020
Vincitore - Elif Şafak: I miei ultimi 10 minuti e 38 secondi in questo strano mondo
Finalisti - Giorgio Fontana: Prima di noi, Daniel Kehlmann: Il re, il cuoco e il buffone, Eshkol Nevo: L'ultima intervista, Valeria Parrella: Almarina

#### 2021
Vincitore - Nicola Lagioia: La città dei vivi
Finalisti - Kader Abdolah: Il sentiero delle babbucce gialle, Bernardine Evaristo: Ragazza, donna, altro, Maylis de Kerangal: Un mondo a portata di mano, Richard Russo: Le conseguenze

#### 2022
Vincitore - Pajtim Statovci: Gli invisibili
Finalisti - Auður Ava Ólafsdóttir: La vita degli animali, Simona Vinci: L'altra casa, Jesmyn Ward: Sotto la falce, C Pam Zhang: Quanto oro c'è in queste colline

#### 2023
Vincitore - Karen Russell: I donatori di sonno
Finalisti - Giosuè Calaciura: Una notte, Mircea Cărtărescu: Melancolia, Marco Missiroli: Avere tutto, Zeruya Shalev: Stupore

#### 2024
Vincitore - Nino Haratischwili (Georgia) con La luce che manca (Marsilio; traduzione di Fabio Cremonese)
Finalisti - Benjamín Labatut: Maniac, Federica Manzon: Alma, Guadalupe Nettel: La vita altrove, Sandra Newman: Gli uomini